# 马来西亚联邦22号公路

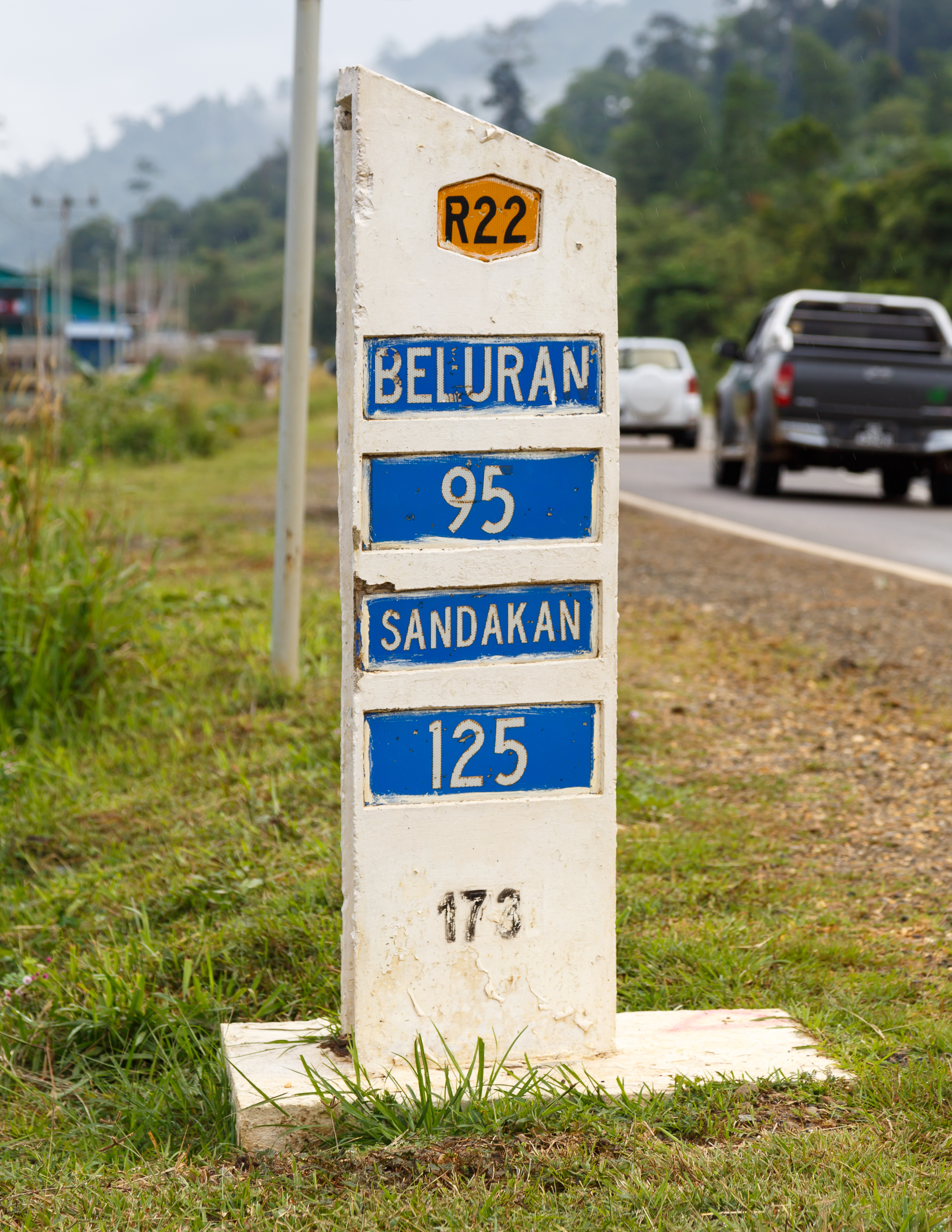
淡布罗里是马来西亚联邦22号公路的里程碑

马来西亚联邦22号公路（英語：Malaysia Federal Route 22）是位于马来西亚沙巴州的一条联邦公路，全长310公里，建设始于1968年，并于1981年11月17日由时任首相马哈迪·莫哈末主持开幕。这条公路从淡布罗里通往山打根，属于泛婆罗洲大道的一部分。